# André Deslignères
André Deslignères (Nevers, 25 septembre 1880 - Marines, Val-d'Oise, 18 décembre 1968) est un artiste graveur et éditeur français.

## Biographie
Le grand-père maternel d'André Deslignères est rémouleur et sabotier à Nevers. Le jeune André vit ainsi au milieu des copeaux de hêtre, de noyer, aspirant à son tour à travailler le bois. 
Sa famille quitte Nevers pour Paris. Il continue et achève de se perfectionner dans les arts du dessin à l’école Germain Pilon. Il y passe trois années. Il devient ensuite dessinateur dans une manufacture de passementeries du Nord, où il crée des modèles de tulle et de dentelles. Il revient à Paris, travaillant pour des fabricants de bijoux, dessinant des modèles jusqu’en 1914. C’est alors qu’il entre chez un architecte, mais la correction des mémoires ne le satisfait pas.
Curieusement[pourquoi ?], il commence à exercer son talent de graveur sur le cuivre. Au Salon des artistes français de 1905, il débute donc avec une eau-forte, Le Sabotier nivernais, dont le modèle n’est autre que son grand-père. C’est ensuite une marine de Bretagne, une aquarelle, Rentrée au port, qu’il présente, en 1909, au salon de la Société nationale des beaux-arts. 
Il expose et met en vente ses œuvres à la galerie Le Nouvel Essor, 40 rue des Saints-Pères, fin 1919.
Il collabore au collectif artistique de L'Encrier fondé par Roger Dévigne et à la revue du même nom : il donne par exemple trois bois taillés originaux dans la huitième livraison (janvier 1920). Jusqu'à la fin de l'année 1922, il participe à cette coopérative d'artistes initiée par Dévigne, lequel ouvre la Boutique de l'Encrier, au 74 rue du Bac. Il y expose des aquarelles, des croquis, des bois gravés (du 16 au 28 février 1921). 
Il participe régulièrement aux salons parisiens officiels tels que le Salon des artistes français. Mais son aversion envers les jurys et les honneurs l’amène à exposer au Salon des indépendants, dont il deviendra membre du comité organisateur en 1924. Dans l'intervalle, il fonde avec Maurice Loutreuil, Émile Perrin et Charles Vildrac, le premier et unique Salon de l'Œuvre anonyme inauguré chez Devambez en janvier 1921.
En 1922, la presse parisienne (Le Crapouillot) rend compte de l’exposition des artistes Constant Le Breton, Jean Lébédeff, Hermann-Paul, Roger-Maurice Grillon, Jacques Beltrand, Robert Bonfils, Louis Bouquet, Paul-Émile Colin, Georges Gimel, Démétrios Galanis, Carlègle, André Deslignières et de leurs bois gravés à la galerie Le Nouvel Essor, qui précède leur accrochage commun, au début de l’année 1923, au Salon de la Société de la gravure sur bois originale, au Pavillon de Marsan.
Dans son atelier, boulevard de Clichy, Deslignières fréquente les artistes de Montmartre et s’exerce à la peinture. On rencontre dans son atelier Utrillo, Carco, Mac Orlan, Dorgelès, toute la joyeuse bande montmartroise qui se retrouve, le soir, chez le père Frédé, au Lapin Agile, où la belle voix basse d’André Deslignères entonne des chansons à boire. 
En 1925, André Deslignères s’installe à Épiais-Rhus, dans le Val-d'Oise, aux confins du Vexin, commune du canton de Marines. C’est dans ce cadre qu’il opte de façon définitive pour le bois gravé, auquel il doit ses nombreuses collaborations avec les éditeurs d’art et les auteurs de son temps. Dans son atelier, il s’essaie même à réaliser entièrement un livre — illustrations, typographie et impression — sur une presse à bras : Odes anacréontiques est publié en 1924 pour le compte de la Société des médecins bibliophiles. En 1930, il récidive avec un autre livre, La Luciade ou L’Âne, traduit de Lucius de Patras, en utilisant cette fois-ci deux presses à bras, et publié par sa propre maison, les Éditions de l’Ours, symbolisant ainsi son esprit d’indépendance artistique. Il renouvelle l'expérience en 1938 avec Le Monologue du bon vigneron et, une dernière fois, en 1952, avec l'Abécédaire.
Il prend part à la Rétrospective du Salon des indépendants de 1926 en présentant les toiles Oliviers, marché, Nu, L'Ormale et Les Calfats et expose aux Indépendants de 1927 et 1928 des paysages. Il démissionne des Indépendants cette même année. Par la suite, on le retrouve à la création du Salon d’art français indépendant, en compagnie de H. Villard, Lhote, Alix Gromaitre et Bompard. Des relations privilégiées l’unissent à un autre graveur nivernais, Fernand Chalandre (1879-1924).
Deslignères garde toutefois un pied à Nevers en prenant la présidence du Groupe d’émulation artistique du Nivernais en 1926 jusqu’en 1964. Il retrouve l’ambiance de Montmartre au café des Fontaines à Nevers, lieu de rendez-vous des artistes locaux ou amis parisiens (Raphaël Diligent, Georges Guyot, Jean Arnavielle, Louis Charlot), où « [lui] et ses chansons de mariniers, et tant d’autres sont chaleureusement applaudis… »

## Œuvre
Les principales sources d’inspiration d'André Deslignères sont : 
- la vie de la cité, les scènes de la vie populaire, la cohue des marchés, le grouillement des ports ;
- puis le monde des travailleurs : artisans, tâcherons, paysans. Son rémouleur, son potier, ses vignerons, ses moissonneurs sont célèbres. Il saisit le geste, l’effort des gens de la terre ;
- les nus aux chairs fermes et musclées, aux ombres nettes, traitées avec beaucoup de relief et parfois une certaine audace.

Deslignères donne également ses impressions recueillies au cours de ses divers voyages en Corse, en Belgique, en Hollande. 
Il aussi faut relever son penchant particulier pour la Loire. Maurice Rameau, secrétaire du Groupe d’émulation artistique du Nivernais, écrit, en 1968 : « Deslignères a espéré revenir vieillir en Nivernais. Longtemps il a rêvé d’une loge de vigneron, élevée dans les ceps de la côte marzyate, d’où il aurait pu contempler à satiété la Loire de son enfance. »

### Musées et expositions
Les musées de Paris, Nevers, Nîmes, Le Havre et Grenoble possèdent des œuvres de Deslignères. À l'étranger, il est représenté en Italie (Florence, Galerie des Offices, Milan), en Grande-Bretagne (Londres), aux États-Unis. Parmi les nombreuses expositions à l’étranger, on peut ajouter, sans précision de date, Florence, Bruxelles et Tananarive (Madagascar).

### Publications
- Le Devoir et l'Inquiétude, poèmes de Paul Éluard suivis de Le Rire d’un Autre, ornés d’une gravure sur bois par A. D. - Paris, A. J. Gonon, 1917
- Le Jardinier de Samos, conte de Pierre-Édouard Lémontey ornés de gravures sur bois originales par Deslignères. - Paris, Marcel Seheur, 1920
- Revue L'Encrier n°8 (janvier 1920): 3 bois originaux.
- La ballade du vieux marin (The Rime of the Ancient Mariner) de Samuel Taylor Coleridge & Alfred Jarry (trad.), A. D. (ill.) - Paris, Ronald Davis, 1921
- Le Père Perdrix de Charles-Louis Philippe, préface d'Emile Guillaumin, trente-deux bois originaux - Paris (36, rue Bonaparte), André Coq, 1921
- Aventures d'Arthur Gordon Pym d'Edgar Allan Poe & Charles Baudelaire (trad.), édition ornée de 40 vignettes dessinées et gravées sur bois par Deslignères et d'un portrait par J.-L. Perrichon - Paris (125, Boulevard Saint-Germain), Éditions d'Art Edouard Pelletan : Helleu et Sergent, 1924
- Odes Anacréontiques. Traduction nouvelle de Leconte de Lisle. Société des Médecins Bibliophiles. 1924. In-4°. Tirage à 150 exemplaires. Composé, dessiné et gravé par A. Deslignères, et imprimé sur ses presses.
- Rémi des Rauches de Maurice Genevoix, bois gravés - Paris, Marcel Seheur, 1926
- "La maison de Claudine" de Colette. Bois en couleurs dessinés et gravés par A.D. - Éditions Rouffé - Paris - in-4° Tirage à 338 exemplaires - 1927
- Le démon de la connaissance de François Mauriac, illustrations de A. D., édition originale -Paris, M.-P. Trémois, 1928
- Nono de Gaston Roupnel, bois de A. D. - Paris (37, boulevard du Montparnasse), Mornay G. & A., 1928
- Colette Baudoche, une jeune fille de Metz de Maurice Barrès, 25 bois de A. D. - Paris, Delagrave, 1928
- L'Indienne de Blois, de Pierre Dominique, coll. Le Livre de demain, Arthème Fayard, Paris, 1932, 126 pages, 31 bois originaux
- Les Amours jaunes de Tristan Corbière, vignettes de A. D., introduction et notes de Yves-Gérard Le Dantec - Paris (14, rue de l'Abbaye), Emile-Paul frères, 1942 (Imprimerie Aranéenne), 2 vol. (190 p. + 170 p.)
- Belle Jeunesse, de Marcelle Vioux, coll. Le livre de demain, Arthème Fayard, Paris, 1942, 126 pages, 38 bois originaux.
- La cité des épaves. Le marché aux puces de Lucien Aressy & Antoine Parménie, illustrations de A. D., Éditions Littéraires et Artistiques, 176 p., 1943